# Paddy Chayefsky
Paddy Chayefsky, né Sidney Aaron Chayefsky, est un scénariste américain né le 29 janvier 1923 dans le Bronx et mort le 1er août 1981  à New York.

## Filmographie sélective
- 1955 : Marty de Delbert Mann
- 1964 : Les Jeux de l'amour et de la guerre (The Americanization of Emily) d'Arthur Hiller
- 1969 : La Kermesse de l'Ouest (Paint Your Wagon) de Joshua Logan
- 1976 : Main basse sur la TV (Network) de Sidney Lumet
- 1980 : Au-delà du réel (Altered States) de Ken Russell (crédité Sidney Aaron)

## Théâtre
Auteur
- 1961 : Le 10e Homme, mise en scène Raymond Gérôme, Théâtre du Gymnase